# Sternwarte Kiel

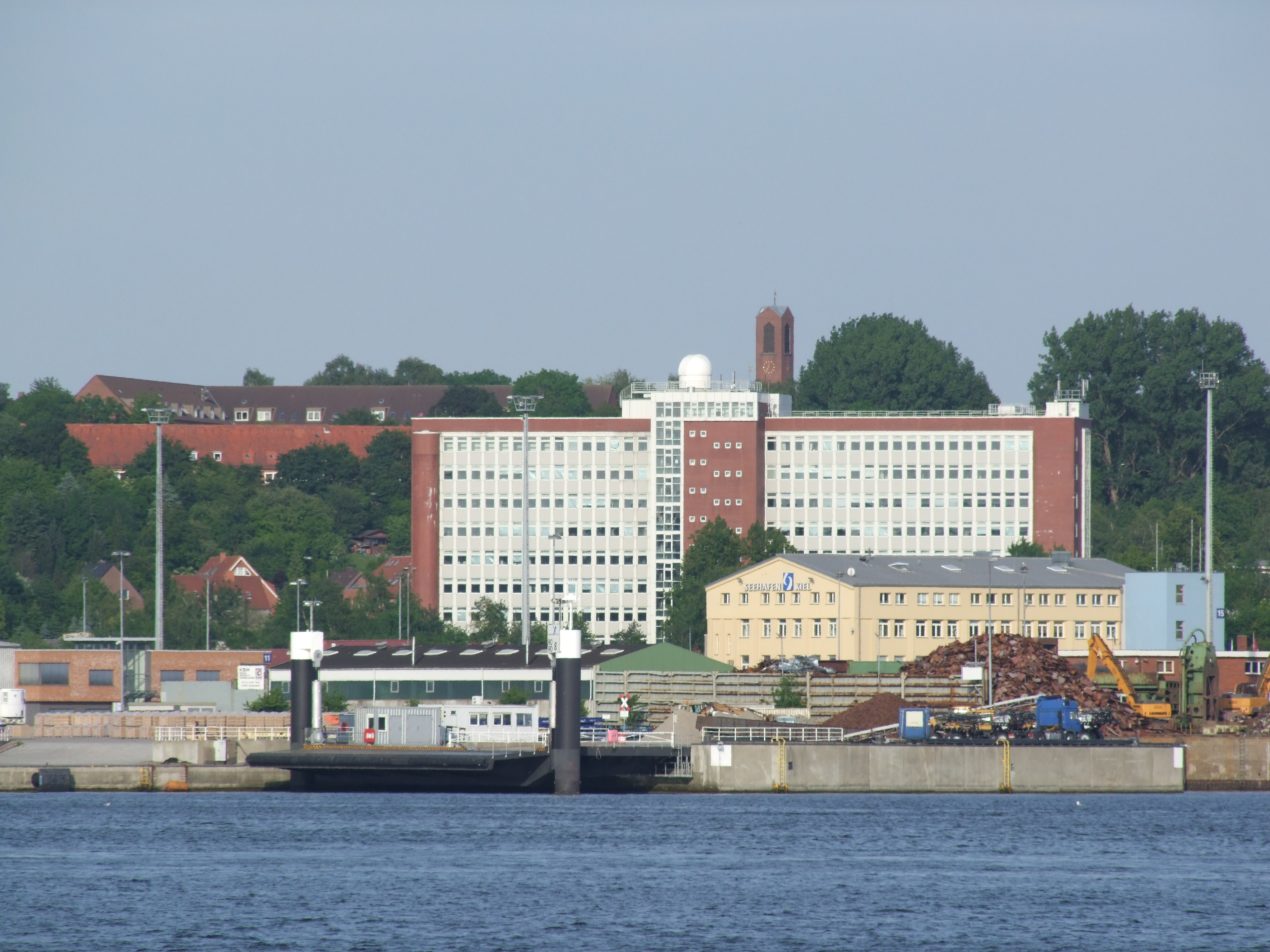
Hochhaus der Fachhochschule Kiel (FH Kiel) auf dem Ostufer im Stadtteil Neumühlen-Dietrichsdorf

Die Sternwarte Kiel ist eine von der Fachhochschule Kiel unterhaltene Sternwarte. Sie befindet sich auf dem Dach des WiSo-Gebäudes (Sokratesplatz 2) auf dem Campus im Kieler Stadtteil Dietrichsdorf.

## Geschichte

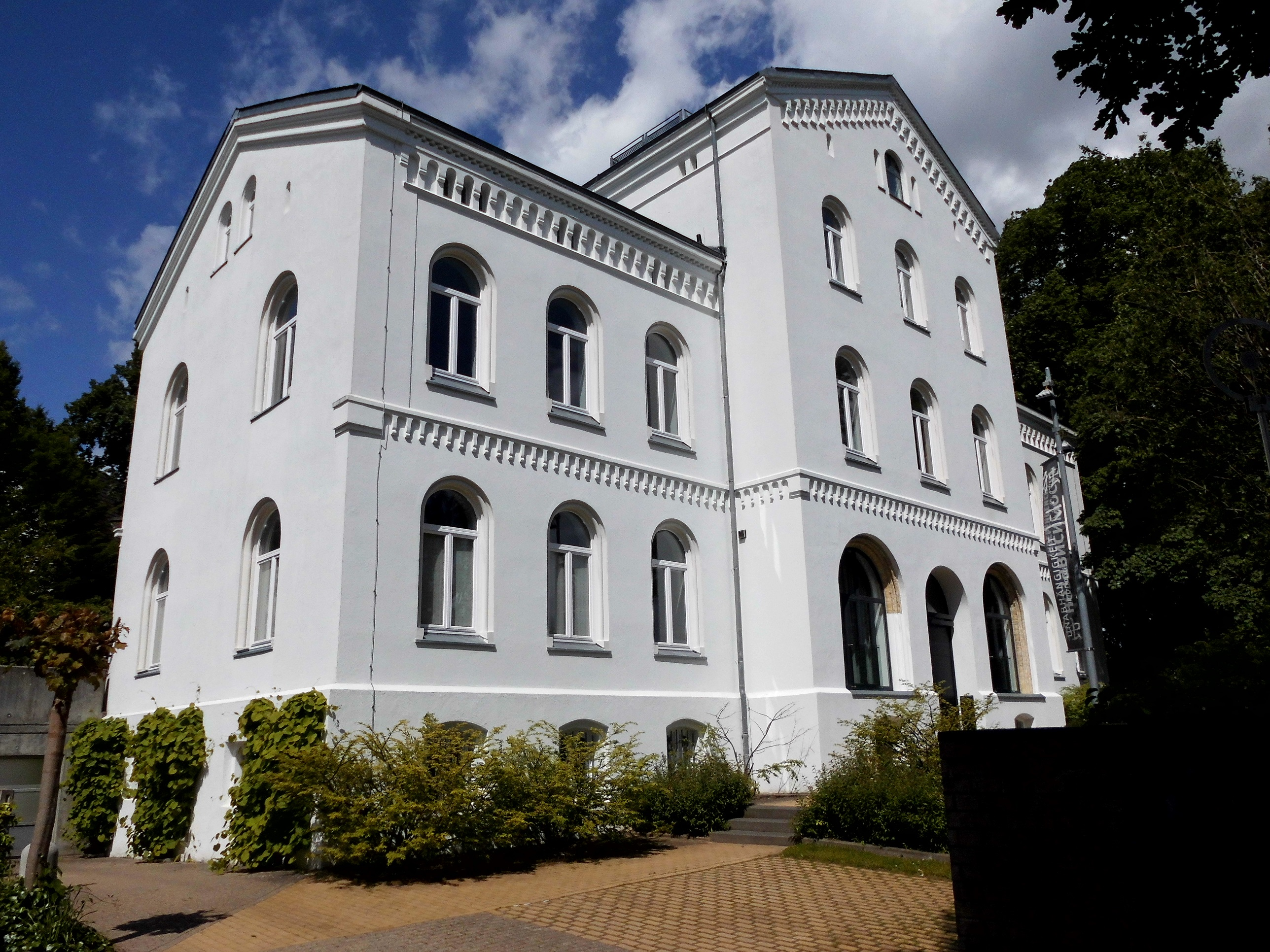
Ehemalige Sternwarte der Universität Kiel in Düsternbrook, Sternwartenweg 5

An der Universität Kiel wurde Astronomie ab etwa 1850 gelehrt, eine Universitätssternwarte erhielt der Lehrstuhl aber erst 1874. Als nach den politischen Verschiebungen zwischen Dänemark und den Elbherzogtümern 1871 die Sternwarte Altona bei Hamburg aufgelöst wurde, kamen die meisten ihrer Instrumente (ein Repsold-Meridiankreis und 3 Refraktoren) als Grundausstattung nach Kiel. Mit zunehmender Luftverschmutzung verlor das Observatorium aber an Bedeutung; heute finden alle Beobachtungen (etwa 20 Nächte pro Jahr) auf den Südsternwarten der ESO statt.
In Kiel gab es zudem von 1952 bis 1976 eine Radiosternwarte.

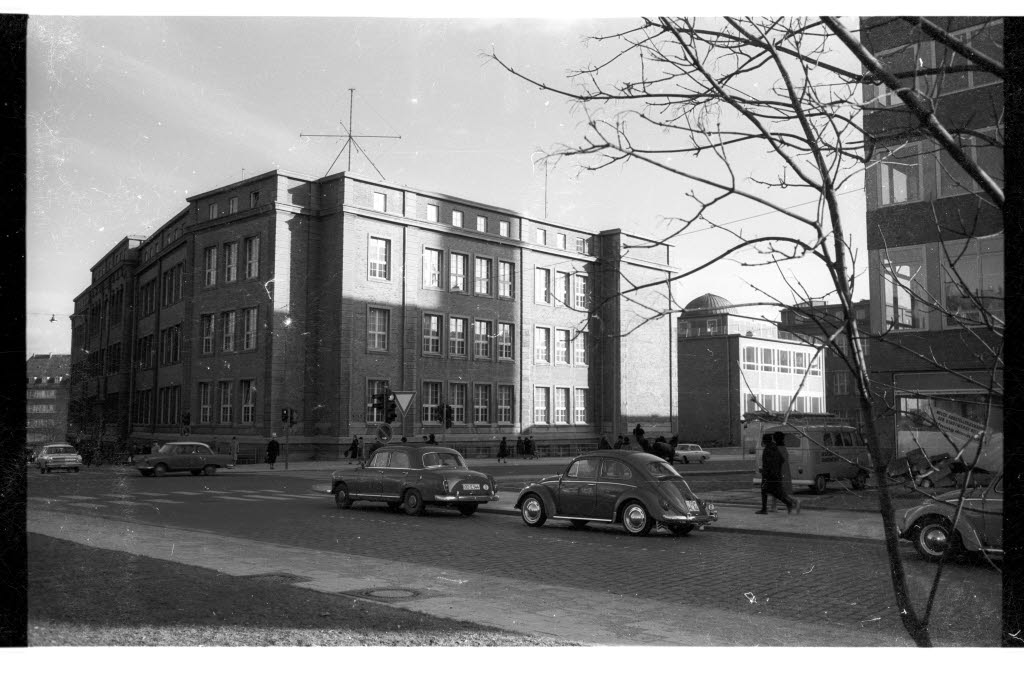
Staatliche Ingenieurschule in der Legienstraße mit der Kuppel der Sternwarte

Die erste Sternwarte der Fachhochschule Kiel wurde Anfang der 1960er Jahre auf dem Gebäude der Ingenieurschule  in der Kieler Legienstraße errichtet. Als das Gebäude 1988 saniert wurde und die Blechkuppel entfernt werden musste, scheiterte der Wiederaufbau am Einspruch eines Anwohners.
Daraufhin wurde auf dem Dach des Hochhauses der Fachbereiche Wirtschaft und Sozialwesen eine 4 m große Beobachtungskuppel aus Kunststoff errichtet, in der das Teleskop untergebracht ist. Unterhalb der Kuppel befindet sich der Seminarraum der Sternwarte. Zur Betreuung wurde eine Arbeitsgemeinschaft gegründet, die aus Studenten, Mitarbeitern der FH und einer amateurastronomischen Vereinigung, der „Gesellschaft für volkstümliche Astronomie“, besteht.
An der Sternwarte werden regelmäßig öffentliche Himmelsbeobachtungen durchgeführt.

## Instrumente
Das Beobachtungsinstrument ist ein Ritchey-Chrétien-Cassegrain-Teleskop mit einem Durchmesser des Primärspiegels von 406 mm und 3250 mm Brennweite.